# E05
|  | No s'ha de confondre amb E005. |

La ruta europea E05, E5 o E-5 forma part de la xarxa internacional de carreteres de les Nacions Unides. És la ruta europea nord-sud de referència més occidental i va des de Greenock, a Escòcia, cap al sud passant per França fins a Algesires. La E05 segueix la ruta Greenock - Govan - Glasgow - Gretna - Carlisle - Penrith - Preston - Warrington- Liverpool - Birmingham - Newbury (Berkshire) - Southampton - Le Havre - París - Orleans - Tours - Poitiers - Bordeus - Donostia - Burgos - Madrid - Còrdova - Sevilla - Cadis - Algesires.

## Regne Unit
Igual que les altres rutes europees, la E05 no està senyalitzada al Regne Unit. Segueix les següents carreteres:
- A8 i M8 des de Greenock fins a Glasgow, passant per la famosa àrea de construcció de vaixells de Govan
- M8 travessant Glasgow
- M74, A74(M) i A74 des de Glasgow passant per Gretna fins a Carlisle
- M6 des de Carlisle passant per Penrith, Preston, Liverpool i Warrington fins a Birmingham
  - El Peatge de la M6 és una ruta alternativa a la zona de Birmingham
- M42, M40, A34 i M3, des de Birmingham passant per Newbury (Berkshire) fins a Southampton

La E05 fa un salt al Canal de la Mànega entre Southampton i Le Havre, a França. No hi ha cap ferri que hi enllaci directament però a prop de Southampton, a Portsmouth, n'hi ha un que connecta amb Le Havre.

## França

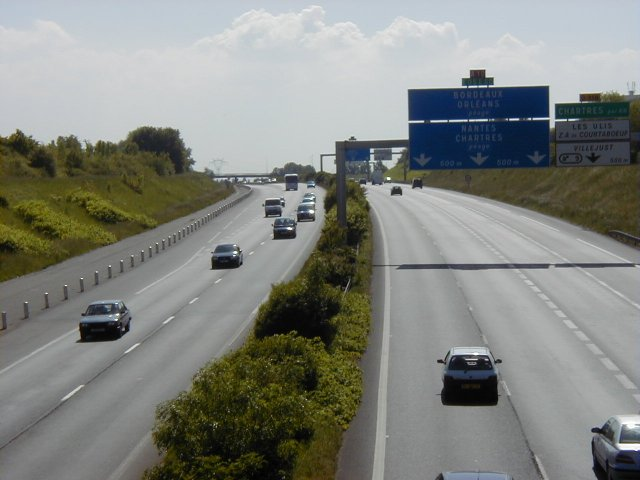
E05 a França

A França, la E05 sí que està senyalitzada. Usa les següents carreteres:
- A131 i A13 des de Le Havre fins a París
  - Per creuar el Sena es passa per la RN182, ja que la A131 fa un salt d'una banda a l'altra del riu.
- Per París, la E05 usa el Boulevard Périphérique en el seu tram sud-oest
- A6a i A10 des de París passant per Orleans, Tours i Poitiers fins a Bordeus
- A630 al voltant del cantó oest de Bordeus
- A63, RN10 i A63 des de Bordeus fins a Espanya

## Espanya
Al seu pas per Espanya, la E05 està senyalitzada. Usa les següents carreteres:
- AP-8, des de França fins a Donostia
- N-I, AP-1 i A-1 des de San Sebastián passant per Burgos fins a Madrid
- M-40 pel voltant del cantó est de Madrid
- N-IV i A-4, des de Madrid passant per Còrdova i Sevilla fins a Cadis
- A-48 i N-340 des de Cádiz fins a Algesires